# García Jofre de Loaísa

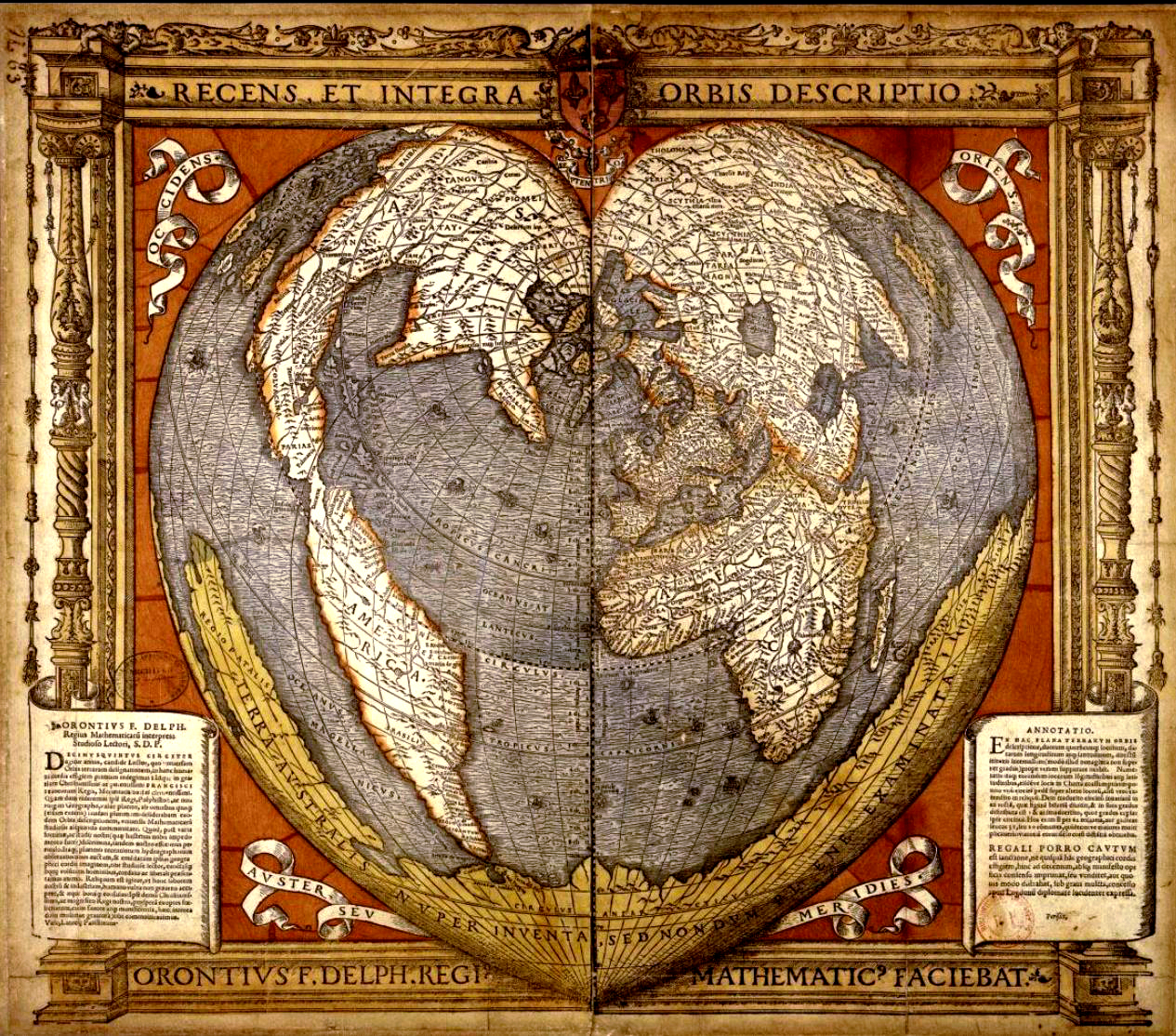
Världen 1536

García Jofre de Loaísa, även Frey García Jofré de Loaysa, född kring 1490, död 30 juli 1526 i Stilla havet. Loaisa var en spansk sjöfarare och upptäcktsresande som avled under en expedition som han ledde, med syfte att etablera en alternativ handelsrutt till Moluckerna via Magellans sund samt att göra området till spansk besittning.

## Loaísas tidiga liv
Inget är känt om Loaísas tidiga liv, han hade dock mönstrat på i den spanska flottan och stigit i graderna. Han fick 1525 av  Carlos V uppdraget att utveckla den av Ferdinand Magellan upptäckta nya sjövägen till Stilla havet till en spansk handelsrutt ända till Moluckerna.

## Expeditionen i Stilla Havet

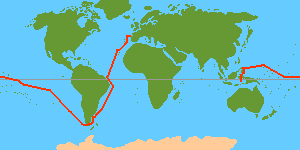
Loaisas resa

Den 24 juli 1525 lämnade Loaisa La Coruña i Spanien med en konvoj om 7 fartyg och över 450 mans besättning på en resa som skulle ta nio år. Loaisa hade befälet över flaggskeppet "Santa Maria de la Victoria", de övriga befälhavarna var  Juan Elcano (som även deltagit i Magellañs expedition) över "Santa Spíritus", Francisco de Hoces över "San Lesmes", Pedro de Vera över "Announced", Rodrigo de Acuña över "San Gabriel", Jorge Manrique de Nájera över "Santa Maria del Parral" och Santiago de Guevara över "Santiago". Även Andrés de Urdaneta deltog på resan.
Resan gick förbi La Gomera bland Kanarieöarna och vidare mot Patagonien dit de nådde i januari 1526. Dåligt väder och starka havsströmmar ledde till att konvojen hade svårt att hålla ihop i den fortsatta resan mot Magellans sund, två fartyg led skeppsbrott och ett fartyg återvände mot Atlanten. Även "San Lesmes" tappade kontakten och drev längre söderut. Först i mitten på maj lyckades konvojen återförenas och de återstående fyra fartygen nådde Stilla havet.
Konvojen splittrades åter under en kraftig orkan och "San Lesmes" försvann spårlöst medan "Santiago" tog kurs mot norr och slutligen nådde Mexikos västra kust. "Santa Maria del Parral" lyckades korsa Stilla havet på egen hand och nådde  Celbes där de led skeppsbrott. Besättningen tillfångatogs där för att sluta som slavar.

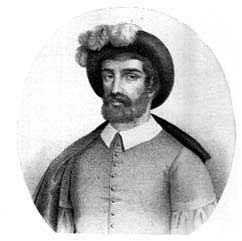
Juan Sebastián de Elcano

Flaggskeppet "Santa Maria de la Victoria" fortsatte över Stilla havet och nådde slutligen Guam, sedan vidare förbi Mindanao och Celbes. Någonstans här avled Loaisa till havs och Elcano övertog befälet. Även denne avled till havs varefter Alonso de Salazar tog över. När även denne avled gick befälet till Martin Iñiguez de Carquizano som slutligen nådde Halmahera bland Moluckerna i september 1526. Där möttes de av Portugiser som upptog strid, varför Carquizano fortsatte mot sultanatet Tidore som tagit upp handelsförbindelser med Spanien sedan Magellans besök några år tidigare. De nådde Tidore i december i hopp om fristad, dock fortsatte Portugiserna stridigheterna från grannön Ternate genom beskjutning och de lyckades även förgifta Carquizano.
De överlevande undsattes 1528 av en expedition under  Alvaro de Saavedra.

## Eftermäle
Saavedra lyckades dock ej återvända till Mexiko utan avled till havs och fartyget hamnade i december 1529 på Tidore igen där hela besättningen tillfångatogs av Portugiserna.
Under tiden hade Portugal och Spanien förhandlat fram ett avtal (Tratado de Zaragoza, "Zaragozafördraget") som undertecknades i april 1529 och där Spanien avstod alla anspråk på landområden väster om Marianerna vilket inkluderar Moluckerna som var expeditionens egentliga mål.
Det antas att Francisco de Hoces med ”San Lesmes” troligen hamnade så långt söderut att de rimligen siktade Cabo San Diego eller Isla de los Estados i Eldslandet och därmed var de första att upptäcka Drakes sund som tillskrivs Francis Drake först 1578.
Andrés de Urdaneta lyckades senare fly ur fångenskapen och nådde åter Spanien 1534 vilket formellt avslutade den andra europeiska världsomseglingen. Urdaneta skulle bli den första som lyckades korsa Stilla havet från väst till öst 1565.